# Marielle Thompson
Marielle Thompson (* 15. Juni 1992 in North Vancouver, British Columbia) ist eine kanadische Freestyle-Skierin. Sie ist auf die Disziplin Skicross spezialisiert. Zu ihren größten Erfolgen gehören der dreimalige Gewinn der Weltcup-Disziplinenwertung, der Olympiasieg im Jahr 2014 und der Weltmeistertitel im Jahr 2019. Ihr jüngerer Bruder Broderick Thompson ist alpiner Skirennläufer.

## Biografie
Zu Beginn ihrer Sportkarriere versuchte sich Thompson als alpine Skirennläuferin, doch sie bestritt lediglich einige FIS-Rennen zu Beginn des Jahres 2008; bestes Ergebnis war ein 24. Platz. Daraufhin wechselte sie zum Skicross. 2010 fand sie durch den Sieg in der Gesamtwertung des Nor-Am-Cups und den zweiten Platz bei den kanadischen Meisterschaften Aufnahme in der Nationalmannschaft. Ihr Debüt im Weltcup hatte sie am 18. Dezember 2010: In Innichen fuhr sie auf den 21. Platz und gewann sogleich die ersten Weltcuppunkte. Das beste Ergebnis in ihrer Premierensaison war ein 7. Platz, bei den Weltmeisterschaften 2011 in Deer Valley fuhr sie auf den 15. Platz. Zum Saisonabschluss wurde sie kanadische Meisterin.
Am 17. Dezember 2011 gelang Thompson mit Platz 3 in Innichen die erste Weltcup-Podestplatzierung, den ersten Weltcupsieg feierte sie am 3. Februar 2012 in Blue Mountain. Mit insgesamt sechs Podestplätzen, darunter zwei weiteren Siegen in Branäs und Grindelwald, entschied sie die Skicross-Weltcupwertung der Saison 2011/12 für sich. Thompson konnte zu Beginn der Saison 2012/13 zunächst nicht an die Leistungen des Vorwinters anknüpfen. Erst im Februar gelang ihr in Sotschi wieder ein Podestplatz. Bei den Weltmeisterschaften 2013 in Voss gewann sie die Silbermedaille, bei den Juniorenweltmeisterschaften 2013 in Chiesa in Valmalenco die Goldmedaille.
Im Winter 2013/14 stand Thompson sechsmal auf dem Podest eines Weltcuprennens, davon dreimal als Siegerin (in Nakiska, Val Thorens und La Plagne). Die Disziplinenwertung entschied sie im letzten Rennen der Saison knapp für sich, als sie noch an der Schweizerin Fanny Smith vorbeizog. Bei den Olympischen Winterspielen 2014 in Sotschi gewann sie die Goldmedaille, vor Kelsey Serwa und Anna Holmlund. In der ersten Hälfte der Saison 2014/15 war Thompson weiterhin überlegen. Sie gewann in Nakiska und zweimal in Val Thorens. Bei den Weltmeisterschaften 2015 am Kreischberg wurde sie lediglich Achte; sie hatte sich während des Rennens eine Knieverletzung zugezogen und musste die Saison vorzeitig beenden. Im Winter 2015/16 gewann sie vier Weltcuprennen im Montafon, am Watles sowie in Nakiska und Idre. Zusammen mit zwei zweiten Plätzen reichte dies für den zweiten Rang in der Disziplinenwertung.
Thompson dominierte die Saison 2016/17 fast nach Belieben. Sie gewann sieben Weltcuprennen in Val Thorens und Arosa, im Montafon und am Watles sowie in Idre, Sunny Valley und Blue Mountain. Mit großem Vorsprung entschied sie zum dritten Mal die Disziplinenwertung für sich. Hingegen reichte es bei den Weltmeisterschaften 2017 in der Sierra Nevada nur zu Platz 5. Im Trainingslager in Saas-Fee stürzte sie schwer und zog sich dabei einen Kreuzbandriss sowie einen Innenbandriss zu. Rechtzeitig zu den Olympischen Winterspielen 2018 in Pyeongchang war sie wieder fit. Dort stellte sie in der Qualifikation die Bestzeit auf, schied aber in der ersten Runde aus.
Bei den Freestyle-Skiing-Weltmeisterschaften 2019 in Park City gewann Thompson die Goldmedaille.

## Erfolge

### Olympische Spiele
- Sotschi 2014: 1. Skicross
- Pyeongchang 2018: 17. Skicross

### Weltmeisterschaften
- Deer Valley 2011: 15. Skicross
- Voss 2013: 2. Skicross
- Kreischberg 2015: 8. Skicross
- Sierra Nevada 2017: 5. Skicross
- Park City 2019: 1. Skicross
- Idre 2021: 11. Skicross
- Bakuriani 2023: 2. Skicross Team, 4. Skicross

### Weltcupwertungen
| Saison  | Gesamt | Gesamt | Skicross | Skicross |
| Saison  | Platz  | Punkte | Platz    | Punkte   |
| ------- | ------ | ------ | -------- | -------- |
| 2010/11 | 50.    | 17     | 16.      | 192      |
| 2011/12 | 3.     | 59     | 1.       | 590      |
| 2012/13 | 36.    | 30     | 7.       | 302      |
| 2013/14 | 4.     | 69     | 1.       | 755      |
| 2014/15 | 34.    | 27,27  | 8.       | 300      |
| 2015/16 | 6.     | 61,42  | 2.       | 737      |
| 2016/17 | 3.     | 74,23  | 1.       | 965      |
| 2018/19 | 8.     | 59,64  | 3.       | 656      |
| 2019/20 | 6.     | 64,45  | 3.       | 709      |
| 2020/21 | -      | -      | 3.       | 475      |
| 2021/22 | -      | -      | 3.       | 549      |
| 2022/23 | -      | -      | 3.       | 664      |
| 2023/24 | -      | -      | 1.       | 1077     |

### Weltcupsiege
Thompson errang im Weltcup bisher 70 Podestplätze, davon 33 Siege:
| Nr. | Datum             | Ort           | Land       |
| --- | ----------------- | ------------- | ---------- |
| 1   | 3. Februar 2012   | Blue Mountain | Kanada     |
| 2   | 3. März 2012      | Branäs        | Schweden   |
| 3   | 10. März 2012     | Grindelwald   | Schweiz    |
| 4   | 7. Dezember 2013  | Nakiska       | Kanada     |
| 5   | 17. Januar 2014   | Val Thorens   | Frankreich |
| 6   | 23. März 2014     | La Plagne     | Frankreich |
| 7   | 6. Dezember 2014  | Nakiska       | Kanada     |
| 8   | 9. Januar 2015    | Val Thorens   | Frankreich |
| 9   | 10. Januar 2015   | Val Thorens   | Frankreich |
| 10  | 5. Dezember 2015  | Montafon      | Österreich |
| 11  | 17. Januar 2016   | Watles        | Italien    |
| 12  | 23. Januar 2016   | Nakiska       | Kanada     |
| 13  | 14. Februar 2016  | Idre          | Schweden   |
| 14  | 9. Dezember 2016  | Val Thorens   | Frankreich |
| 15  | 13. Dezember 2016 | Arosa         | Schweiz    |
| 16  | 17. Dezember 2016 | Montafon      | Österreich |
| 17  | 15. Januar 2017   | Watles        | Italien    |
| 18  | 12. Februar 2017  | Idre          | Schweden   |
| 19  | 25. Februar 2017  | Sunny Valley  | Russland   |
| 20  | 5. März 2017      | Blue Mountain | Kanada     |
| 21  | 17. März 2019     | Veysonnaz     | Schweiz    |
| 22  | 14. Dezember 2019 | Montafon      | Österreich |
| 23  | 17. Dezember 2019 | Arosa         | Schweiz    |
| 24  | 1. Februar 2020   | Megève        | Frankreich |
| 25  | 14. Dezember 2021 | Arosa         | Schweiz    |
| 26  | 28. Januar 2024   | St. Moritz    | Schweiz    |
| 27  | 3. Februar 2024   | Alleghe       | Italien    |
| 28  | 10. Februar 2024  | Bakuriani     | Georgien   |
| 29  | 11. Februar 2024  | Bakuriani     | Georgien   |
| 30  | 16. März 2024     | Veysonnaz     | Schweiz    |
| 31  | 23. März 2024     | Idre          | Schweden   |
| 32  | 12. Dezember 2024 | Val Thorens   | Frankreich |
| 33  | 17. Dezember 2024 | Arosa         | Schweiz    |

### Nor-Am Cup
- Saison 2009/10: 1. Skicross-Disziplinenwertung
- 16 Podestplätze, davon 12 Siege

### Juniorenweltmeisterschaften
- Chiesa in Valmalenco 2013: 1. Skicross

### Weitere Erfolge
- Winter-X-Games 2012: 5. Skicross
- 5 Podestplätze, davon 4 Siege im Europacup
- 3 Podestplätze im South American Cup, davon 1 Sieg
- 4 kanadische Meistertitel (2011, 2012, 2014, 2016)